# 叙尔维
叙尔维（法語：Survie，法語發音：[syʁvi] ⓘ）是法国奥恩省的一个旧市镇，位于该省北部，属于阿让唐区。2017年1月1日，叙尔维和相邻的另外13个市镇合并为新市镇欧日地区古费恩（Gouffern-en-Auge）。

## 地理
叙尔维（48°50'37"N, 0°11'59"E）面积13.21 平方千米，位于法国诺曼底大区奧恩省，该省份为法国西北部内陆省份，北起顺时针与卡爾瓦多斯省、厄尔省、厄尔-卢瓦省、萨尔特省、马耶讷省和芒什省接壤。
与叙尔维接壤的市镇（或旧市镇、城区）包括：弗雷奈勒桑松、欧布里勒庞图、尚波苏、拉弗雷奈法耶勒、蒙托尔梅勒、圣皮埃尔-拉里维耶尔。
叙尔维的时区为UTC+01:00、UTC+02:00（夏令时）。

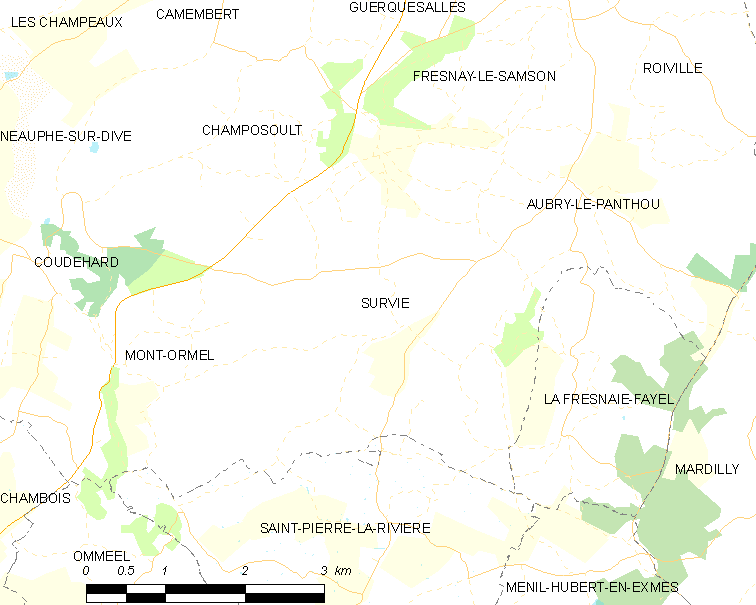
叙尔维的OSM定位图

## 行政
叙尔维的邮政编码为61310，INSEE市镇编码为61477。

## 政治
叙尔维所属的省级选区为阿让唐第二县。

## 人口

1962-2008年间叙尔维人口变化图示

叙尔维于2018年1月1日时的人口数量为163人。